# Tatev Abrahamyan
Tatev Abrahamyan (ur. 13 stycznia 1988 w Erywaniu) – amerykańska szachistka pochodzenia ormiańskiego, arcymistrzyni od 2011 roku.

## Kariera szachowa
W 2000 reprezentowała Armenię na mistrzostwach świata juniorek do 12 lat. Od 2002 na arenie międzynarodowej reprezentuje barwy Stanów Zjednoczonych. W 2003 wystąpiła w finale mistrzostw USA juniorów, zajmując V miejsce (przed m.in. późniejszym arcymistrzem, Joshuą Friedelem). W latach 2004–2008 pięciokrotnie reprezentowała Stany Zjednoczone na mistrzostwach świata juniorek w różnych kategoriach wiekowych. W 2006 zdobyła w Cuency złoty medal mistrzostw państw panamerykańskich juniorek do 18 lat, z wynikiem 9 pkt w 9 partiach. W 2010 wypełniła trzy arcymistrzowskie normy, podczas turniejów Chicago Open i w Erywaniu, jak również podczas finału mistrzostw Stanów Zjednoczonych kobiet. W 2011 podzieliła IV m. (za Loekiem van Welym, Siergiejem Erenburgiem i Mageshem Panchanathanem, wspólnie z m.in. Timurem Gariejewem i Samuelem Shanklandem) w otwartym turnieju w Berkeley.
Wielokrotnie startowała w finałach indywidualnych mistrzostw Stanów Zjednoczonych, pięciokrotnie zdobywając medale: trzy srebrne (2005, 2011, 2014) oraz dwa brązowe (2010, 2013).
Wielokrotnie reprezentowała Stany Zjednoczone w turniejach drużynowych, m.in.:
- czterokrotnie na olimpiadach szachowych (w latach 2008, 2010, 2012, 2014); medalistka: wspólnie z drużyną – brązowa (2008)[4],
- trzykrotnie na drużynowych mistrzostwach świata (w latach 2009, 2013, 2015)[5].

Najwyższy ranking w dotychczasowej karierze osiągnęła 1 kwietnia 2014, z wynikiem 2396 punktów zajmowała wówczas 68. miejsce na światowej liście FIDE, jednocześnie zajmując 3. miejsce (za Iriną Krush i Anną Zatonskih) wśród amerykańskich szachistek.